# 沿丰街道
沿丰街道，是中华人民共和国吉林省吉林市丰满区下辖的一个乡镇级行政单位。

## 行政区划
沿丰街道下辖以下地区：
吉钢社区、幸福里社区和六零七社区。